# اچ‌ام‌اس اچ۴۹
اچ‌ام‌اس اچ۴۹ (به انگلیسی: HMS H49) یک زیردریایی بود که طول آن ۱۷۱ فوت ۰ اینچ (۵۲٫۱۲ متر) بود. این زیردریایی در سال ۱۹۱۹ ساخته شد.